# Rävoflikstjärnen
Rävoflikstjärnen är en sjö i Rättviks kommun i Dalarna och ingår i Dalälvens huvudavrinningsområde. Sjön har en area på 0,0538 kvadratkilometer och ligger 259,4 meter över havet.

## Delavrinningsområde
Rävoflikstjärnen ingår i det delavrinningsområde (679480-147765) som SMHI kallar för Inloppet i Nedre Altsjön. Medelhöjden är 289 meter över havet och ytan är 10,48 kvadratkilometer. Det finns inga avrinningsområden uppströms utan avrinningsområdet är högsta punkten. Altbäcken som avvattnar avrinningsområdet har biflödesordning 3, vilket innebär att vattnet flödar genom totalt 3 vattendrag innan det når havet efter 318 kilometer. Avrinningsområdet består mestadels av skog (76 procent) och sankmarker (12 procent). Avrinningsområdet har 0,36 kvadratkilometer vattenytor vilket ger det en sjöprocent på 3,4 procent.